# Gaultheria bryoides
Gaultheria bryoides là một loài thực vật có hoa trong họ Thạch nam. Loài này được P.W.Fritsch & L.H.Zhou mô tả khoa học đầu tiên năm 2008.